# Skåltjärnen (Eda socken, Värmland)
Skåltjärnen är en sjö i Eda kommun i Värmland och ingår i Göta älvs huvudavrinningsområde.